# Z 5
A Z 5 Express a csehszlovák Zbrojovka Brno középkategóriás személygépkocsija volt. Kb. 350 darabot készítettek belőle 1935–1936 között. Négyhengeres, léghűtéses kétütemű motorral volt felszerelve. Ez volt a Zbrojovka Brno által gyártott legnagyobb méretű és legmagasabb komfortfokozatú személygépkocsi. A jármű legfőbb újdonsága a mind a négy kerékre ható hidraulikus fékrendszer volt.

## Története
A Zbrojovk Brno 1933-tól gyártotta a Z 4-es modellt, amely egy olcsó, a középosztály számára megfizethető autó volt. A cég a Z 4-t alapul véve készített egy nagyobb, magasabb komfortfokozatú, alapvetően a gazdagabb vásárlóknak szánt járművet, a Z 5-t. Ennek tervezése 1933-ban kezdődött. Eredetileg egy 2 l-es négyütemű, négyhengeres motorral akarták felszerelni. Először 1935 októberében mutatták be a Prágai Autószalonon. A sorozatgyártású modellbe végül egy 1,5 l-es, négyhengeres, kétütemű benzinmotor került, amely lényegében a Z 6-os népautó kéthengeres motorjának a duplikálása volt. A sorozatgyártás 1935 áprilisában indult el, de csak 1936-ig tartott, mert a védelmi minisztérium rendelete miatt a Zbrojovka Brno cégnek le kellett állítania az autógyártás. A legyártott és fel nem használt alkatrészekből még 1937-ben is szereltek össze Z 5-ös járműveket. Összesen kb. 350 db Z 5-ös autó készült, így egyike a legkisebb sorozatban gyártott Zbrojovka modelleknek.
II. Károly román király is használt egy példányt, amely a brnói Plachý üzem karosszériájával készült. Napjainkban öt fennmaradt példánya ismert. Ebből kettő a Brnói Műszaki Múzeum tulajdonában van.